# Џакаја Киквете
Џакаја Мришо Киквете (енгл. Jakaya Mrisho Kikwete; Мсога, 7. октобар 1950) је четврти председник Танзаније од 2005. до 2015. године. Пре тога је био министар спољних послова (1995-2005). Био је председавајући Афричке уније од јануара 2008. до фебруара 2009. године.

## Биографија
Рођен је 1950. године у месту Мсога, у тадашњој британској колонији Тангањики. Од 1959. до похађао основну школу, а од 1962. до 1965. средњу школу Тенгеру. Дипломирао је економију на Универзитету у Дар ес Саламу 1975. године.
Од 1972. је градио каријеру и у војсци, а касније је завршио и официрски курс у Танзанијској војној академији, најпрестижнијој војној академији у Танзанији. Курс је завршио са чином поручника 1976. године. Од 1984. до 1986. је био главни политички инструктор и политички комесар на Академији. Војску је напустио 1992. године у чину потпуковника и посветио се политици (иако је истовремено био активан и у политици и војсци од 1982).
Године 1994. постао је један најмлађих министара финансија у историји Танзаније. На тој је функацији био до 1995. када је изабран за министра спољних послова. Од 1997. је члан Централног комитета владајуће партије ЦЦМ. Место министра спољних послова напустио је у децембру 2005. године, када је на изборима изабран за новог председника Танзаније. Његов начин владања земљом надахнут је од стране идеја Џулијуса Њеререа, првог танзанијског председника.
Ожењен је и има осмoро деце.